# Asplenium azomanes
Asplenium azomanes es un helecho de origen híbrido de la familia Aspleniaceae. Fue encontrado por primera vez en el Valle de Sóller en la sierra de Tramontana de la isla de Mallorca y descrito al mismo tiempo por botánicos españoles y alemanes. Estos últimos le dieron el nombre de Asplenium trichomanes ssp. coriaceifolium. 

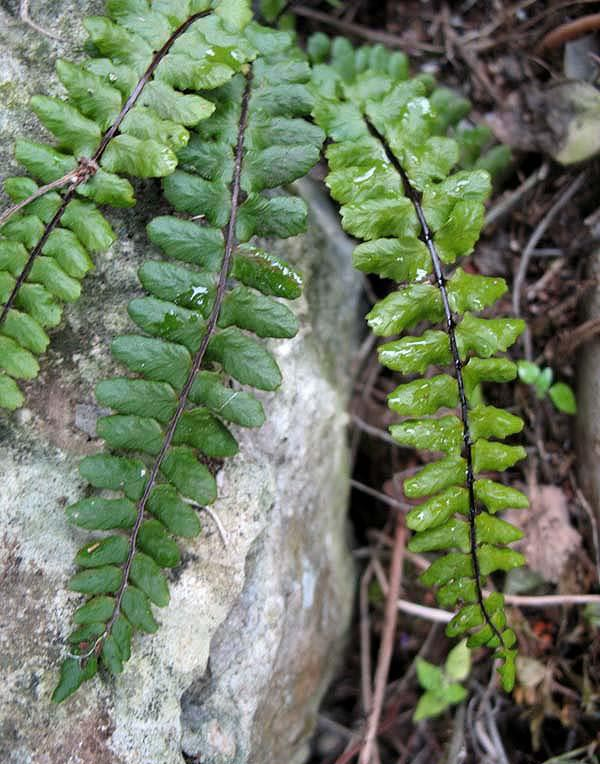
Vista de la planta

## Descripción
Sus frondes son coriáceos como de plástico y el raquis es muy grueso, de color granate oscuro y brillante. Una característica típica de este helecho es la existencia de una pequeña aurícula en la base de las pinnas medianas e inferiores dirigida hacia el apex de la lámina con uno o dos soros en su envés. Es un híbrido alotetraploide ( 2n = 144 cromosomas ). Esporulación de octubre a marzo.

## Hábitat
Vive entre las piedras de las paredes de los bancales y en las grietas de rocas calcáreas orientadas hacia el norte y noroeste. Dependiendo del grado de exposición al sol, su fenotipo cambia mucho, haciéndose más coriáceo cuanto más luz solar recibe. En los meses más secos del verano entra en estivación, deshidratándose sus frondes, llegando a parecer muertos. Con las primeras lluvias del otoño los frondes secos se rehidratan y reverdecen rápidamente.

## Distribución
Su población se distribuye en tres localidades separadas por el mar Mediterráneo: las Islas Baleares (Mallorca, Ibiza y Formentera), el sur de la península ibérica (Albacete, Jaén, Málaga, Cádiz, Murcia y Almería en España y Faro en Portugal) y el norte de Marruecos (cordillera del Rif y montañas de Beni Snassen).

## Taxonomía
Asplenium azomanes fue descrita por Rosselló, Cubas & Rebassa  y publicado en Rivasgodaya 6: 115-128 115 1991.
Etimología
Ver: Asplenium
Citología
Número de cromosomas de Asplenium trichomanes subsp. coriaceifolium (Fam. Aspleniaceae):
Asplenium azomanes Rosselló, Cubas & Reb: n=72
Sinonimia
- Asplenium trichomanes ssp. coriaceifolium[4]

Híbridos
- Asplenium x tubalense (Asplenium trichomanes nothosubsp. barreraense): híbrido alotetraploide por cruzamiento entre A. azomanes y A. trichomanes ssp. quadrivalens.
- Asplenium trichomanes notho subsp. malacitense: híbrido hexaploide por cruzamiento entre A. azomanes y Asplenium trichomanes ssp. inexpectans.